# Gulšeš
Die Gulšeš sind die hethitischen Schicksalsgöttinnen. Sie können als einzelne Göttin (Gulša) oder als Gruppe (Gulšeš) auftreten. Bei den Luwiern werden sie Gulza und im jüngeren Dialekt Kwanza genannt und bei den Palaern Gulzannikeš, die in Götterlisten an neunter Stelle nach dem Hofgenius Ḫilanzipa und vor den Vegetationsgottheiten Uliliyantikeš genannt werden.

## Name
Der Name der Schicksalsgottheiten kann auf uranatolisch *kuels- „zeichnen, schreiben“ zurückgeführt werden. Im Stadium der Vorschriftlichkeit wurde die durch Handelskontakte bekannte mesopotamische Schrift als etwas Magisches betrachtet; Aufgeschriebenes war etwas Unabwendbares. Damals entstand der Göttername *Kwals-, woraus hethitisch Kulš- sowie palaisch und luwisch Kulz- entstanden, die in der hethitischen Keilschrift mit dem Logogramm GUL geschrieben wurden. Gegen Ende der Bronzezeit konnte im Luwischen die Konsonantengruppe /lz/ zu /nz/ werden, so dass aus *Kwalz- schließlich Kwanz- wurde. Die Verknüpfung von Schrift und Schicksal ist auch von anderen Kulturen bekannt.
Willemijn Waal schlägt vor das logographisch geschriebene Theonym GUL-šeš mit dem in hethitischen Texten selten erwähnten Götternamen Kuwanšeš zu identifizieren. Dieser Vorschlag wird in der Forschung kontrovers diskutiert. Eine neu veröffentlichte Tontafel aus Kayalıpınar für das Fest der Unterirdischen Gottheiten nennt anstelle der GUL-šeš in den bis anhin bekannten Texten nun die Kuwanšeš, was Waals Vorschlag unterstützt. Dies hätte zur Folge, dass obige Etymologie hinfällig würde und eine andere Herkunft des Namens gesucht werden muss. Da auch das hethitische Wort für „schreiben“ nun auch als kuwanš- statt gulš- zu lesen ist, würde aber die Verbindung  mit der Schrift aufrechterhalten bleiben.
Im Hieroglyphenluwischen der Eisenzeit findet sich unter anderem der Männername Kwanza-Yarri, eine Zusammensetzung aus der Schicksalsgottheit und dem Pestgott Iyarri. Solche aus zwei Götternamen zusammengesetzten Personennamen sind in Anatolien verbreitet. Die letzten Zeugnisse stammen aus der klassischen Antike aus Isaurien, so Kouanzapeas und Konzapeas (Κουανζαπεας, Κονζαπεας: luw. Kwanza-piya- „Gabe der Kwanza“) und Kozapigramis (Κοζαπιγραμις: luw. Kwanza-pihrammi „den Glanz der Kwanza habend“).

## Funktion
Die Gulšeš sind für das Schicksal des Menschen zuständig, beginnend mit der Geburt und endend mit dem Tod. So werden sie im Kult der Ḫuwaššanna zusammen mit den Gottheiten Ḫarištašši und „günstiger Tag“ verehrt, letzterer ist ein Euphemismus für den Todestag. Ḫarištašši ist eine Haus- und Familiengottheit, die den Platz der Geburt, Mutter und Neugeborenes beschützt. Oft treten die Gulšeš zusammen mit den Muttergöttinnen oder Ḫannaḫanna auf, die für die Geburt zuständig sind, und bestimmen das Schicksal des Neugeborenen. Sie begleiten den Menschen durch sein Leben, verleihen Stärke, langes Leben, Erfolg und Liebe von Göttern und Menschen. Aber auch schlechtes Schicksal oder früher Tod werden den Gulšeš zugeschrieben.
Da nach anatolischer Vorstellung der Mensch aus Lehm geschaffen wurde, nimmt das Flussufer eine bedeutende Rolle in Geburts- und Reinigungsritualen ein und die „Gulšeš des Flussufers“ (Gulšeš wappuwaš) werden angerufen, um schlechtes Schicksal abzuwenden. Da schlechtes Schicksal durch schwarze Magie (alwanzatar) mittels Lehmabbildungen eines Menschen bewirkt werden kann, werden am Flussufer Reinigungsrituale vorgenommen. Den „Gulšeš des Flussufers“ wird geopfert mit der Bitte, sie mögen das schlechte Bild dem Magier zurückzugeben. Oder es werden Zungen aus Lehm geformt und diese dem Fluss übergeben, durch Analogiezauber lösen sich die bösen Worte des Zaubers mit den Lehmzungen auf. In einem anderen Ritual wird den Gulšeš ein Schaf geopfert, mit der Bitte, die „üble Gulšaš“ (idaluš Gulšaš) möge sich entfernen und die wohlwollende Gulšaš (ušantariš Gulšaš) möge sich zurückwenden.
Neben den Muttergottheiten und Ḫannaḫanna können auch die hattischen Schicksalsgöttinnen Eštuštaya und Papaya zusammen mit den Gulšeš auftreten, welche am Gestade des Schwarzen Meeres den Lebensfaden des Königs spinnen, ein Zug, der den hethitischen Gulšeš fehlt. Die manchmal zusammen mit ihnen genannten Daraweš sind eine von ihnen und den Muttergöttinnen verschiedene Göttergruppe, mit ähnlichen Funktionen.